# Aeroportul internațional Pulkovo
aeroportul internațional Pulkovo (IATA: LED, ICAO: ULLI) este un aeroport din Sankt Petersburg, Rusia ce deservește zona Sankt Petersburg. Aeroportul a fost tranzitat în 2022 de 18.140.100 de pasageri. A fost deschis în 24 iunie 1932 și numit după zona deservită.
Situat la o altitudine de 24 m, aeroportul dispune de 2 piste. Este operat de Rossiya⁠(d).

## Infrastructură

### Piste
Aeroportul dispune de 2 piste. Pista 10L/28R are suprafața de beton și dimensiunile 3.397 m × 60 m. Pista 10R/28L are suprafața de beton și dimensiunile 3.780 m × 60 m. 